# Charles Wilkes
Charles Wilkes (3. dubna 1798 New York – 8. února 1877 Washington, D.C.) byl americký námořní důstojník a objevitel, který zmapoval velkou část antarktického pobřeží. Byl prvním mořeplavcem, který si mohl být jistý, že kolem jižního pólu se rozkládá souvislá a rozsáhlá pevnina. Jako první použil název Antarktida.
Jeho osobnost zůstává dosud silně kontroverzní. Wilkes byl velmi inteligentní, schopný a cílevědomý, ale také neústupný, domýšlivý až panovačný. Jednal většinou impulzivně, popudlivě a často vyvolával hádky. Jako velitel byl údajně velmi tvrdý i krutý a mužstvem téměř nenáviděný. Ještě tvrdší však prý byl sám k sobě. Údajně právě Charles Wilkes posloužil Hermanu Melvillovi jako vzor kapitána Achaba z románu Bílá velryba.

## Mládí
Charles Wilkes se narodil v New Yorku do bohaté rodiny úspěšného obchodníka Johna Wilkese. Jeho matka se jmenovala Mary Seton, avšak zemřela, když byly synovi pouhé tři roky. Jeho tetou byla Elizabeth Ann Seton, která byla v roce 1975 prohlášena za svatou. Charles Wilkes byl vzděláván z velké části doma, se soukromými učiteli.
Přes otcovy námitky se v roce 1815, tedy v sedmnácti letech, začal plavit na obchodních lodích. Svou kariéru začal na lodi Hibernia a již od počátku se zajímal o objevitelské plavby. Přitom dál studoval astronomii i navigaci a v roce 1818 absolvoval Columbia College na dnes prestižní Columbia University. 1. ledna 1818 vstoupil do námořnictva. Po krátkém výcviku se od července 1818 až do března roku 1821 se plavil ve Středomoří a na Baltu. V roce 1826 byl povýšen na poručíka. 16. dubna 1826 se oženil s Jane Jeffrey Renwick a později spolu měli tři děti. Na jaře roku 1832 se zúčastnil průzkumu Narragansett Bay.
V únoru 1833 byl jmenován vedoucím Námořního skladu map a přístrojů (Navy's Depot of Charts and Instruments), kde začal budovat astronomickou observatoř. Ta se stala předchůdcem pozdější Námořní observatoře a hydrografického úřadu Spojených států (Naval Observatory and the Hydrographic Office).

## Výprava k Antarktidě

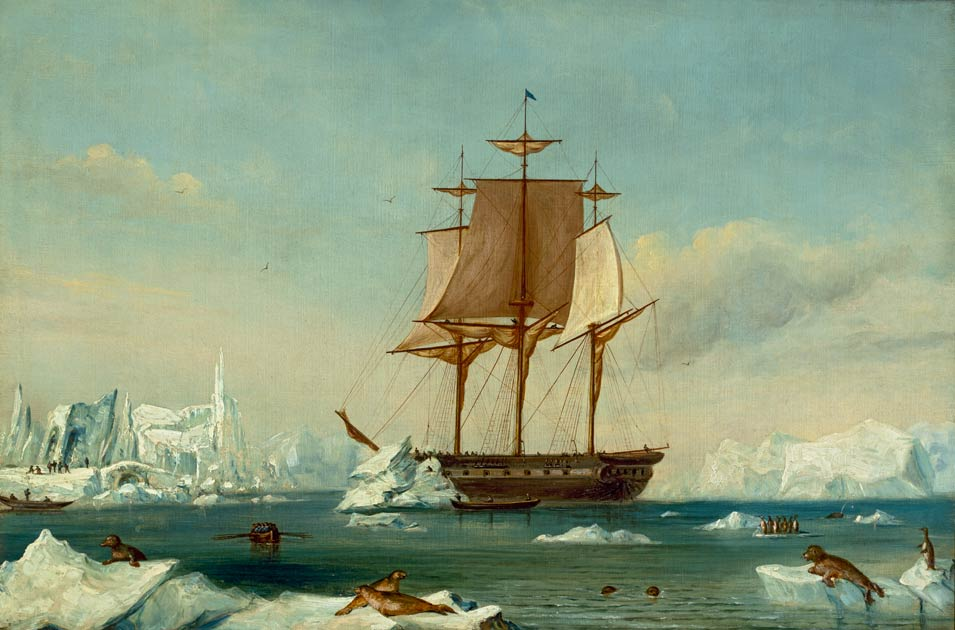
USS Vincennes u břehů Antarktidy

V roce 1838 byl Charles Wilkes povolán do vedení dlouho připravované expedice do Jižního oceánu, nazvané United States South Seas Exploring Expedition. V té době byl stále pouhým poručíkem a neměl žádné zkušenosti s tak velkou výpravou, avšak několik zkušenějších důstojníků před ním účast odmítlo. Wilkes svou malou zkušenost s mořeplavbou vyvažoval dobrým vzděláním a vědeckými schopnostmi.
Výprava vyplula z přístavu Hampton Roads v Norfolku (stát Virginie) 18. srpna 1838. Tvořilo ji šest lodí značného stáří a nepříliš dobrých plavebních kvalit, navíc s nedostatečným vybavením. Na palubách sloužilo celkem 433 mužů, z toho 82 důstojníků, sedm vědeckých pracovníků a dva umělci. Expedice byla poslední námořní cestou kolem světa pouze s plachetními loděmi.
Plavidla expedice:
- USS Vincennes – šalupa, vlajková loď, výtlak 780 tun
- USS Porpoise – briga, výtlak 230 tun
- USS Peacock – šalupa; výtlak 650 tun
- USS Relief – zásobovací loď; výtlak 468 tun
- USS Sea Gull – škuner; výtlak 110 tun
- USS Flying Fish – škuner; výtlak 96 tun

Trasa plavby k Antarktidě

Největším úspěchem expedice, která trvala celé čtyři roky, byl objev Antarktidy. Po prvním neúspěšném pokusu v roce 1839 dopluly lodě k antarktickému pobřeží 25. ledna 1840. Přistály u Adélina pobřeží jen několik dní po francouzské výpravě, kterou vedl Jules Dumont d'Urville. 30. ledna se dokonce obě výpravy setkaly, avšak kvůli nedorozumění a chybě v komunikaci se bez pozdravu opět vzdálily a později jedna strana obviňovala druhou z urážky. Američané dál pluli podél pobřeží směrem na západ ještě asi 1500 mil (přes 2400 km). Až 21. února je zastavila ledová bariéra dnešního Shackletonova ledovce. Místo nazvali Termination Land a odpluli do Sydney. Díky plavbě podél pobřeží mohl Wilkes jako první bez obav tvrdit, že Antarktida je rozsáhlý kontinent, nikoli jen množství ostrůvků. Ačkoliv však měl pevninu stále na dohled, nepodařilo se mu přistát.
Kromě objevu Antarktidy patří k úspěchům Wilkesovy výpravy zmapování Ohňové země i západního pobřeží Severní Ameriky a zřízení pozorovatelny u vulkánu Mauna Loa na Havaji. Dále expedice navštívila Madeiru, Kapverdy, Austrálii, Nový Zéland, Filipíny, Borneo, Singapur, Fidži a četné polynéské ostrovy. Zpět do Spojených států se námořníci vrátili 10. června 1842. Celou cestu však dokončily jen lodě Vincennes a Porpoise, dvě lodě byly zcela zničeny, zemřelo 28 mužů.
Expedice byla největší a nejúspěšnější americkou vědeckou výpravou své doby. Wilkes s sebou přivezl předměty i písemné záznamy, týkající se mnoha různých oborů včetně zoologie, botaniky, antropologie, etnologie, geologie, meteorologie a hydrografie. Shromáždil obrovskou kolekci nedocenitelné hodnoty, obsahující na 2000 vzorků ptáků, 150 savců, 1000 korálů, korýšů a měkkýšů, 50 000 rostlin, stovky minerálů, hornin a fosilií a přes 5000 etnografických artefaktů. Velká část je dnes uložena v Smithsonian Institution. Tvoří jádro sbírek instituce, založené jen čtyři roky po návratu výpravy. Zhotovené mapy Tichomoří i západního pobřeží severní Ameriky byly velmi přesné, použitelné ještě v době druhé světové války. Jen v oblasti Antarktidy se Wilkes nechal oklamat zrakovým klamem podobným fata morganě a zakreslil pobřeží severněji, než ve skutečnosti bylo.
Po návratu do Spojených států se Wilkes setkal s novým prezidentem, nepřátelsky naladěným kongresem a nezaujatou veřejností. V květnu 1842 byl souzen za špatné zacházení s posádkou, ale nakonec jej soudce zprostil obžaloby. V roce 1843 byl dokonce povýšen. V následujících letech pracoval zejména na publikaci svých poznatků z cesty. Vzniklo pětisvazkové výpravné dílo Narrative of the United States Exploring Expedition, vydané v roce 1844. Dále Wilkes editoval 20 dalších svazků a 11 atlasů různého vědeckého zaměření, které vycházely až do roku 1874.
V roce 1848 zemřela Wilkesova žena. 3. října 1854 se Charles Wilkes podruhé oženil. Vzal si rovněž ovdovělou Mary H. Lynch Bolton.

## Aféra Trent
14. září 1855 byl Charles Wilkes povýšen na kapitána . Během občanské války sloužil od 27. srpna 1861 jako velitel na lodi San Jacinto, která měla bránit obchodním lodím Konfederace dostat se do přístavů. 8. listopadu 1861 zastavil v Karibiku britskou poštovní loď Trent a zajal dva muže Konfederace, kteří byli na palubě na cestě do Evropy. Wilkes byl nejprve oslavován a označován jako národní hrdina, akce však nakonec vyústila v mezinárodní konflikt, označovaný jako aféra Trent. Zástupci Velké Británie se pohoršovali nad tím, že loď neutrální strany, nezainteresované ve válečném konfliktu byla přesto po zastavení podrobena prohlídce a dokonce na ní byli zatčeni lidé. Britové požadovali kromě omluvy i propuštění obou mužů. Prezident Abraham Lincoln jen s obtížemi zabránil válce s Británií, po propuštění obou zatčených se ale aféra pomalu vytratila z veřejného povědomí. Wilkes byl načas vyloučen z veřejného života zčásti kvůli aféře a zčásti kvůli své výbušné impulzivní povaze a chování. Brzy se ale vrátil na výsluní. 16. července 1862 byl povýšen na komodora a 8. září převzal velení flotily v Karibiku, která zde měla chránit obchodní zájmy Spojených států.

## Závěr života
Během svého působení v Karibiku zvyšoval svým urážlivým chováním politické napětí. 1. července 1863 byl odvolán a 30. července odplul zpět do Spojených států, kde byl postaven před soud. 26. dubna 1864 byl odsouzen za neuposlechnutí rozkazů a na jeden rok suspendován. Původně měl být suspendován na tři roky, rozsudek však zmírnil prezident Lincoln. Později dosáhl Wilkes až hodnosti kontradmirál. Až do své smrti v roce 1877 žil ve Washingtonu a věnoval se vydávání cestopisu z Antarktidy a Pacifiku.
Charles Wilkes byl pohřben na hřbitově Rock Creek, v roce 1920 však byly jeho ostatky přeneseny na Arlingtonský národní hřbitov.

## Dílo
- WILKES, Charles. Narrative of the United States' exploring expedition. [s.l.]: [s.n.], 1844. Dostupné online.
- WILKES, Charles. Western America, Including California and Oregon. Philadelphia: Lea and Blanchard, 1849. Dostupné online.
- WILKES, Charles. Theory of the Winds. Londýn: Trübner & Co, 1860. Dostupné online.